# Turn-Weltmeisterschaften 2013
Die 44. Turn-Weltmeisterschaften im Kunstturnen fanden vom 30. September bis 6. Oktober 2013 im belgischen Antwerpen statt. Für die Frauen waren es die 34. Titelkämpfe, da diese erst seit 1934 an den Turn-Weltmeisterschaften teilnehmen dürfen. Der Austragungsort war der Sportpaleis. 2012 fanden wegen der Olympischen Sommerspiele 2012 in London keine Turn-Weltmeisterschaften statt.
Das Mehrkampf-Finale der Männer gewann der Japaner Kōhei Uchimura mit 91,990 Punkten. Den zweiten Platz belegte der ebenfalls aus Japan stammende Ryōhei Katō (90,032) vor Fabian Hambüchen (89,332), der Platz drei belegte. Bei den Frauen gewann die US-Amerikanerin Simone Biles mit 60,216 Punkten vor Kyla Ross (USA; 59,332) und Alija Mustafina (RUS; 58,856).

## Wettkampf-Programm
| Datum              | Zeit  | Runde                         |
| ------------------ | ----- | ----------------------------- |
| 30. September 2013 | 10:00 | Männer Qualifikation (Tag 1)  |
| 1. Oktober 2013    | 10:00 | Männer Qualifikation (Tag 2)  |
| 1. Oktober 2013    | 14:00 | Frauen Qualifikation (Tag 1)  |
| 2. Oktober 2013    | 13:30 | Frauen Qualifikation (Tag 2)  |
| 3. Oktober 2013    | 20:00 | Männer Einzelmehrkampf Finale |
| 4. Oktober 2013    | 20:00 | Frauen Einzelmehrkampf Finale |

| Datum           | Zeit  | Runde                       |
| --------------- | ----- | --------------------------- |
| 5. Oktober 2013 | 14:30 | Männer Bodenturnen Finale   |
| 5. Oktober 2013 | 14:55 | Frauen Sprung Finale        |
| 5. Oktober 2013 | 15:45 | Männer Seitpferd Finale     |
| 5. Oktober 2013 | 16:10 | Frauen Stufenbarren Finale  |
| 5. Oktober 2013 | 16:35 | Männer Ringe Finale         |
| 6. Oktober 2013 | 14:30 | Männer Sprung Finale        |
| 6. Oktober 2013 | 14:55 | Frauen Schwebebalken Finale |
| 6. Oktober 2013 | 15:45 | Männer Barren Finale        |
| 6. Oktober 2013 | 16:10 | Frauen Bodenturnen Finale   |
| 6. Oktober 2013 | 16:40 | Männer Reck Finale          |

## Medaillen

### Medaillenspiegel
| Rang   | Land                   | Gold | Silber | Bronze | Gesamt |
| ------ | ---------------------- | ---- | ------ | ------ | ------ |
| 1      | Japan                  | 4    | 1      | 2      | 7      |
| 2      | Vereinigte Staaten     | 3    | 6      | 3      | 12     |
| 3      | Volksrepublik China    | 2    | 0      | 0      | 2      |
| 4      | Russland               | 1    | 1      | 2      | 4      |
| 5      | Brasilien              | 1    | 0      | 0      | 1      |
| 5      | Niederlande            | 1    | 0      | 0      | 1      |
| 5      | Südkorea               | 1    | 0      | 0      | 1      |
| 8      | Deutschland            | 0    | 1      | 1      | 2      |
| 8      | Vereinigtes Königreich | 0    | 1      | 1      | 2      |
| 10     | Italien                | 0    | 1      | 0      | 1      |
| 10     | Mexiko                 | 0    | 1      | 0      | 1      |
| 12     | Nordkorea              | 0    | 0      | 1      | 1      |
| 12     | Rumänien               | 0    | 0      | 1      | 1      |
| Gesamt | Gesamt                 | 13   | 12     | 11     | 36     |

### Medaillengewinner
| Event           | Gold                       | Silber                     | Bronze           |
| --------------- | -------------------------- | -------------------------- | ---------------- |
| Männer          |                            |                            |                  |
| Einzelmehrkampf | Kōhei Uchimura             | Ryōhei Katō                | Fabian Hambüchen |
| Bodenturnen     | Kenzō Shirai               | Jacob Dalton               | Kōhei Uchimura   |
| Seitpferd       | Kohei Kameyama             | Max Whitlock Daniel Corral |                  |
| Ringe           | Arthur Zanetti             | Alexander Balandin         | Brandon Wynn     |
| Sprung          | Yang Hak-seon              | Steven Legendre            | Kristian Thomas  |
| Barren          | Kōhei Uchimura Lin Chaopan |                            | John Orozco      |
| Reck            | Epke Zonderland            | Fabian Hambüchen           | Kōhei Uchimura   |
| Frauen          |                            |                            |                  |
| Einzelmehrkampf | Simone Biles               | Kyla Ross                  | Alija Mustafina  |
| Sprung          | McKayla Maroney            | Simone Biles               | Hong Un-jong     |
| Stufenbarren    | Huang Huidan               | Kyla Ross                  | Alija Mustafina  |
| Schwebebalken   | Alija Mustafina            | Kyla Ross                  | Simone Biles     |
| Bodenturnen     | Simone Biles               | Vanessa Ferrari            | Larisa Iordache  |